# Cynanchum anderssonii
Cynanchum anderssonii är en oleanderväxtart som beskrevs av G. Morillo. Cynanchum anderssonii ingår i släktet Cynanchum och familjen oleanderväxter. Inga underarter finns listade i Catalogue of Life.